# Cor anglais
Pour les articles homonymes, voir cor (musique).
Le cor anglais est un instrument de musique à vent de la famille des bois, à anche double et de perce conique. C'est un hautbois, mais, instrument transpositeur, il est en fa, à la quinte juste inférieure (Alto de la famille). Comme le hautbois d'amour, son pavillon est piriforme (en forme de poire) et son anche double est reliée au corps du haut par un tube conique et courbe appelé « bocal » ; cette structure lui confère un son doux et mélancolique. On le retrouve dans les orchestres symphoniques et dans les orchestres d'harmonie.

## Histoire
Comme le hautbois, son origine vient de la transformation des consorts de chalemies et de hautbois du Poitou par les familles Hotteterre et Philidor au milieu du XVIIe siècle. Les premières tailles de hautbois en fa, dont le cor anglais descend directement, étaient droites et de pavillons coniques puis piriformes ; certains luthiers, surtout allemands, lui ont donné une forme courbée (comme le cornet à bouquin disparaissant), d'autres l'ont fait évoluer vers le hautbois de chasse (oboe da caccia), d'autres encore ont mis un « angle » entre le corps du haut et le corps du bas… Mais à la fin du XIXe siècle, sa perce redevient définitivement droite et sa facture similaire à celle du hautbois modèle conservatoire.

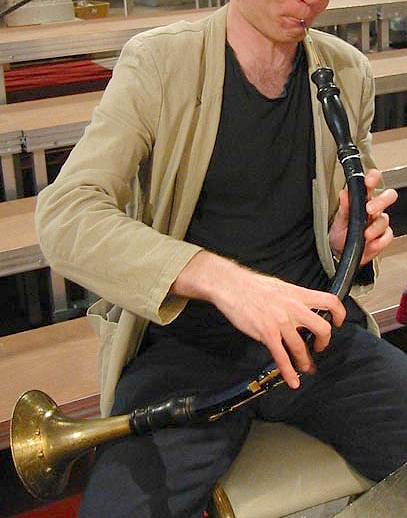
Un hautbois de chasse.
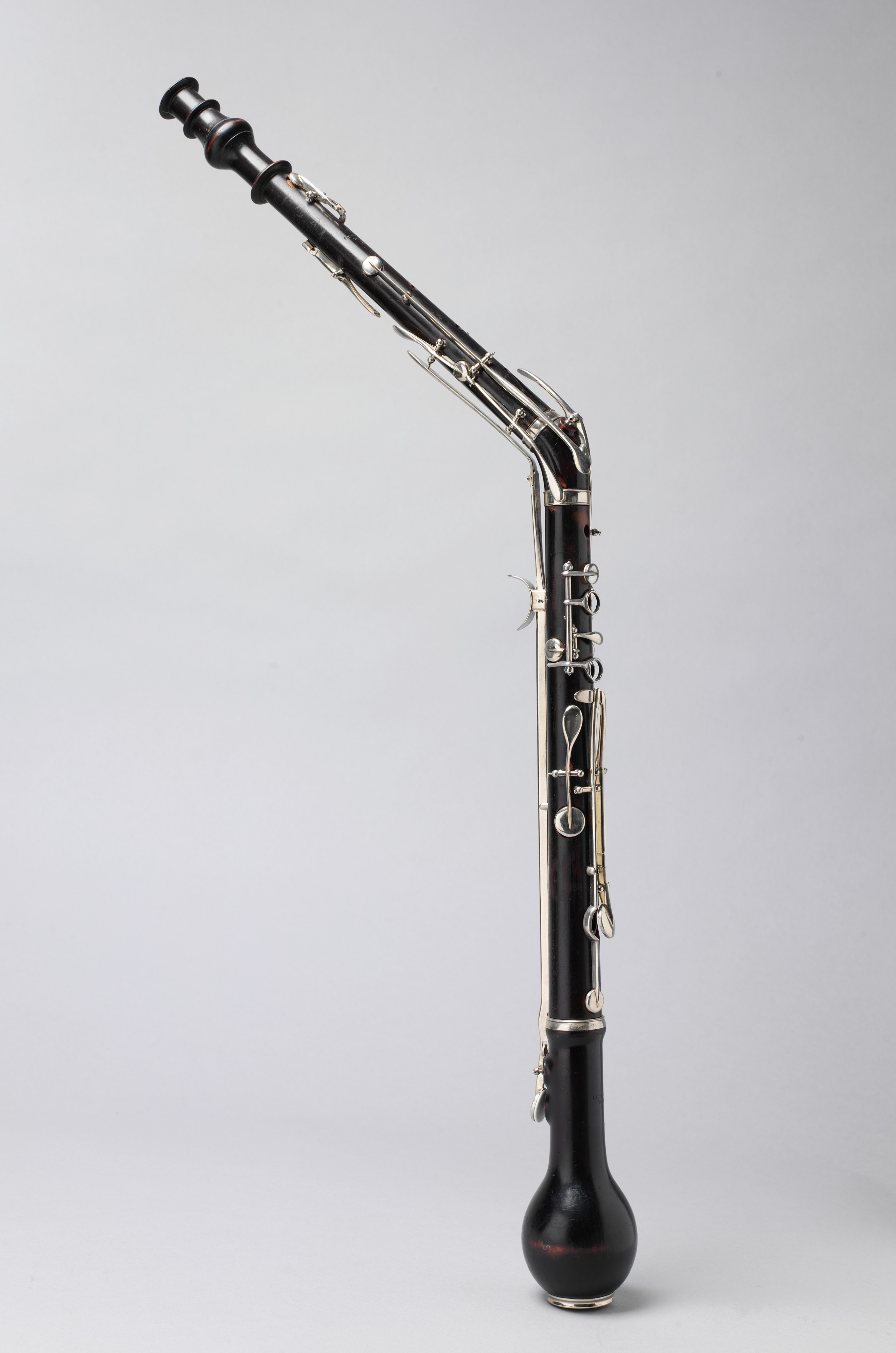
Un cor anglais « anglé ».

## Étymologie
L'origine du nom reste sujet à débat, s'agissant d'un instrument qui n'est pas un cor et qui n'a rien de spécialement anglais :
- le terme « cor » s'explique probablement par la forme, semblable à celle des véritables cors (arquée[2] et au pavillon très évasé), de certains des premiers hautbois en fa, comme le hautbois de chasse (oboe da caccia)[3] ;
- quant au qualificatif « anglais », il peut avoir pour origine :
  - la corruption d'une dénomination française attachée à l'une des formes qu'a connues l'instrument, « cor anglé » (en angle, coudé)[4] ; mais cette explication est contestée par plusieurs auteurs[5], l'expression « cor anglais » paraissant antérieure à l'introduction de la forme angulaire (vers 1790)[6] ;
  - une compréhension erronée de l'expression allemande engellisches[6] ou engelisches[7] Horn, « cor angélique », qui renvoie à la ressemblance qu'avait l'instrument avec celui dont étaient dotés les anges dans l'iconographie religieuse, mais qui pouvait aussi signifier « cor anglais » (englisches Horn)[6].

## Emploi
- Déjà présent dans des œuvres de Niccolò Jommelli dès 1741, Joseph Haydn l'emploie dans ses divertimenti au début des années 1760, Hasse l'associe au personnage d'Edonide dans Alcide al Bivio en 1760 et l'emploie dans l'ouverture d’Il Trionfo di Clelia en 1762 ; Gluck l'intègre dans l'orchestre d’Alceste en 1767.
- Johann Nepomuk Hummel lui dédie un concerto virtuose, à la mode du hautbois, sans l'aspect de badinage charmant qui est attaché à son équivalent aigu.
- Gioachino Rossini l'utilise dans la troisième partie de l'ouverture de Guillaume Tell (1829) : il répète un doux Ranz des vaches qu'enlacent les arabesques de la flûte. Le tempo ralentissant, le ranz semble tourner sur lui-même vers la fin quand un appel de trompettes interrompt brusquement la rêverie du cor anglais, annonçant la charge de la cavalerie légère.
- Hector Berlioz, dans la Symphonie fantastique (1830), le fait dialoguer avec le hautbois au début du troisième mouvement (la Scène au champ), le cor anglais étant le premier à jouer. Hautbois et cor anglais se répondent également dans la Sérénade d'un montagnard des Abruzzes à sa maîtresse d'Harold en Italie. Enfin, le grand thème Ô Teresa, vous que j'aime plus que ma vie de Cellini dans l'ouverture du Carnaval romain est aussi confiée au cor anglais.
- Giuseppe Verdi l'utilise dans la scène du somnambulisme de Macbeth (1846-1847), où il illustre la plainte de Lady Macbeth (en si double-bémol, la bémol, afin de signer ce voyage au bout de la nuit), puis dans Era piu calmo d'Otello (1887), lui confiant non seulement un rôle principal parmi la masse orchestrale mais également plusieurs passages en solo.
- Richard Wagner l'emploie dans Tristan et Isolde (1857-1859) pour tenir le leitmotiv attaché à von König Markes Land, expression d'une nostalgie de la terre d'Irlande (aux origines du mythe contrée d'immortalité), d'une soumission infamante au vainqueur (Tristan) qui la conduit comme du bétail à un autre qui n'a acquis aucun droit sur elle (Marke), de l'annonce des souffrances à venir sur ce sol étranger. Il l'utilise également en solo au finale du prélude du troisième acte (mélopée du pâtre).
- Alexandre Borodine lui confie le thème oriental de son poème symphonique Dans les steppes de l'Asie centrale (1885).
- Antonín Dvořák l'emploie au début du deuxième mouvement (la « Légende ») de sa symphonie nº 9 (1893) dite « du Nouveau Monde » pour chanter le thème du Largo, ainsi que sur les six premières mesures du deuxième mouvement de son Stabat Mater. Cet instrument ne joue d'ailleurs pas du reste de l’œuvre.
- Dans le deuxième mouvement de la Symphonie en ré mineur de César Franck, il joue un solo qui succède au long passage en pizzicati.
- Maurice Ravel lui confie un chant, en solo ou en dialogue avec le piano et la flûte, dans le mouvement central Adagio assai du Concerto pour piano en sol majeur (1932). Il lui confie aussi une partie soliste et une présence notoire dans les Contes de la mère l'Oye (5 pièces enfantines), Ma mère l'Oye.
- Jean Sibelius l'associe au cygne de Tuonela, gardien du royaume des morts, dans la deuxième pièce des Légendes de Lemminkäinen (1893-1895). C'est une mélodie au cor anglais qui ouvre et conclut le portrait musical de Mélisande, en fa mineur, teinté de mélancolie et de timidité, dans la musique de scène Pelléas et Mélisande (1904-1905). C'est également au cor anglais que Sibelius confie la reprise mélodique au cœur de la Ballade de la Suite Karelia op. 11 (2e mouvement).
- Joaquín Rodrigo lui confie le solo du début dans le mouvement central Adagio du Concerto d'Aranjuez (1939).
- Paul Hindemith compose une Sonate pour cor anglais et piano en 1941.
- Charles Koechlin compose une Suite pour cor anglais seul en 1942.
- Pēteris Vasks a écrit un Concerto pour cor anglais et orchestre.
- John Williams lui donne le solo du thème de La Liste de Schindler (1994), parallèle au violon.

Beaucoup d'autres occurrences seraient à relever. On s'est contenté de citer quelques-unes des premières signalées et d'évoquer quelques usages emblématiques de l'instrument.